# Aloe puberula
Aloe puberula é uma espécie de liliopsida do gênero Aloe, pertencente à família Asphodelaceae.